# Maison Domat
La maison Domat est un immeuble privé situé à Mirefleurs dans le département français du Puy-de-Dôme. L'immeuble est une ancienne possession de Jean Domat qui reçut les papiers personnels de Blaise Pascal à sa mort. Il est inscrit depuis 2000 comme monument historique notamment du fait des 225 graffiti à la mine de plomb et à la sanguine qui ornent la tour du bâtiment. Il se pourrait que certaines d'entre-elles représentent Blaise Pascal.
Le bâtiment est mis à la disposition de l'Association pour la Recherche sur l’Âge du Fer en Auvergne (ARAFA) comme siège social, et a notamment été utilisé pour loger des équipes d'archéologues.